# Moving On (film, 2019)
Pour les articles homonymes, voir Moving On (homonymie).
Pour plus de détails, voir Fiche technique et Distribution.
Moving On (남매의 여름밤, Nammaewui yeoreumbam) est un film sud-coréen réalisé par Yoon Dan-bi, sorti en 2019.

## Synopsis
Le quotidien d'un frère et d'une sœur vivant chez leur grand-père change alors que leur tante emménage avec eux.

## Fiche technique
- Titre : Moving On
- Titre original : 남매의 여름밤 (Nammaewui yeoreumbam)
- Réalisation : Yoon Dan-bi
- Scénario : Yoon Dan-bi
- Photographie : Kim Gi-hyeon
- Montage : Won Chang-jae
- Production : Yoon Dan-bi et Kim Gi-hyeon
- Société de production : Graduate School of Cinematic Content et Tiger Cinema
- Pays :  Corée du Sud
- Genre : Drame
- Durée : 105 minutes
- Dates de sortie : 
  -  Corée du Sud : 6 octobre 2019 (Festival international du film de Busan), 20 août 2020

## Distribution
- Choi Jung-un : Ok-ju
- Yang Heung-ju : Byeong-ki
- Park Hyeon-yeong : Mi-jeong
- Park Seung-jun : Dong-ju
- Kim Sang-dong : le grand-père

## Distinctions
Le film a été nommé pour trois Blue Dragon Film Awards (meilleur film, meilleur réalisateur et meilleur scénario).